# 블랙의 50가지 그림자
《블랙의 50가지 그림자》(영어: Fifty Shades of Black)는 미국에서 제작된 마이클 타이더스 감독의 2016년 슬랩스틱 로맨틱 코미디 영화이다. 《그레이의 50가지 그림자》(2015)를 패러디하였다. 주인공을 맡아 연기한 말런 웨이언스가 공동 각본을 쓰고 제작에도 참여하였다. 그 외에 캘리 호크, 제인 시모어, 프레드 윌러드 등이 출연하였다.

## 출연
- 말런 웨이언스
- 캘리 호크
- 제인 시모어
- 프레드 윌러드
- 마이크 엡스
- 앤드루 배철러
- 머세이아 먼로
- 에이피온 크로킷
- 케이트 마이너
- 플로렌스 헨더슨
- 데이브 셰리든
- 러셀 피터스